# ایس کمبت ۷: آسمان‌های ناشناخته
ایس کمبت ۷: آسمان‌های ناشناخته یک بازی شبیه‌سازی پرواز جنگی در سال ۲۰۱۹ توسط Bandai Namco Entertainment است. اولین ورودی جدید در سری Ace Combat پس از بازی Ace Combat Infinity در سال 2014، این بازی برای پلی استیشن 4 و ایکس باکس وان در ژانویه 2019 و برای ویندوز در فوریه 2019 منتشر شد. یک پورت Nintendo Switch در جولای 2024 منتشر شد.
خلاصه داستان بازی Ace Combat 7 بازگشت سریال به فضای سنتی Strangereal را نشان می‌دهد و در بحبوحه جنگ بین کشورهای Osea و Erusa، یک خلبان جنگنده که به دنبال اتهام قتل به یک اسکادران کیفری منصوب می‌شود، دنبال می‌شود. این بازی دارای پشتیبانی از واقعیت مجازی، ارائه مجموعه‌ای از ماموریت‌های توسعه‌یافته برای هدست پلی‌استیشن VR، و همچنین چندین بسته محتوای قابل دانلود است که مأموریت‌ها و محتوای جدیدی را ارائه می‌کنند. این اولین بازی در سری Ace Combat است که بر روی Unreal Engine 4 ساخته شده است.
بازی Ace Combat 7 به طور کلی نقدهای مثبتی از منتقدان دریافت کرد و با فروش بیش از شش میلیون دستگاه در تمام پلتفرم‌ها تا ژانویه 2025، به پرفروش‌ترین اثر این سری تبدیل شد.

## گیم پلی
مانند بقیه سری‌های Ace Combat، Ace Combat 7: Skies Unknown از یک مدل پرواز واقع‌گرایانه صرف نظر می‌کند و از گیم‌پلی سریع‌تر و آرکید مانند برای افزایش دسترسی به بازیکنان جدیدتر چشم‌پوشی می‌کند. پخش کننده همچنین می تواند تنظیمات کنترل تازه کار یا متخصص را انتخاب کند. دومی بازیکن را قادر می‌سازد تا مانورهای واقعی هواپیما مانند چرخش، چرخش با G بالا و مانورهای کبرا را اجرا کند. این بازی دارای 28 هواپیمای مختلف است که 9 فروند دیگر به عنوان محتوای قابل دانلود و F-4E Phantom II به عنوان جایزه پیش خرید ارائه می شود. مانند ورودی های قبلی در این سری، اکثر هواپیماها دارای مجوز از سازندگان دنیای واقعی هستند، اگرچه مجموعه ای از ابر هواپیماهای خیالی نیز گنجانده شده است. چندین هواپیما در بازی اولین سری خود را انجام می دهند، مانند اعضای مختلف خانواده Su-30، و همچنین نسخه های ارتقا یافته هواپیماهای قدیمی مانند Gripen E و A-10C Thunderbolt II.
بازیکنان برای خرید هواپیما و تجهیزات اضافی از طریق درخت فناوری، یک ارز درون بازی به نام "امتیاز نتیجه نظامی" به دست می آورند. بازیکن بازی را با F-16C آغاز می کند و می تواند پس از چهارمین ماموریت تک نفره بدون استفاده از MRP، با F-22A Raptor، Su-57 و X-02S Strike Wyvern به عنوان هواپیماهای درجه یک در فن آوری، قفل MiG-21 و F-104C Starfighter را باز کند. هر هواپیما مجهز به موشک های استاندارد برای جنگ هوا به هوا و هوا به زمین و همچنین یک سلاح ویژه دیگر است. سلاح های ویژه، از جمله موشک های ضد کشتی و سلاح های لیزری، برای تقویت توانایی هواپیما برای انجام حملات هوا به هوا یا هوا به زمین استفاده می شود. تجهیزات خریداری شده همچنین ممکن است برای افزایش عملکرد هواپیما فراتر از عملکرد پایه آن استفاده شوند، مانند موتور با مشخصات بالاتر یا قطعات بدنه هواپیما برای افزایش سرعت و بقای آن به ترتیب. فقط هشت ارتقا می‌تواند در هر زمان اعمال شود، محدودیت‌های وزنی تعداد نوع خاصی از ارتقاء قابل اعمال را محدود می‌کند (مثلاً محدودیت تعداد قطعات قابل اجرا همزمان بدنه هواپیما)، و برخی ارتقاءها فقط در حالت چند نفره قابل استفاده هستند، در حالی که برخی دیگر فقط در حالت تک نفره بازی در دسترس هستند.
برای اولین بار در این سری، ابرها با هواپیماها تداخل پیدا می کنند و در هنگام عبور از آنها مانع دید و سیستم های هدف گیری بازیکن می شوند و سلاح های لیزری را به دلیل شکست ناکارآمد می کنند. علاوه بر این، هواپیما پس از ماندن طولانی مدت در ابرها برای مدت کوتاهی یخ می بندد و متوقف می شود و برخورد صاعقه به طور موقت کنترل ها و حسگرها را مختل می کند. هر هواپیما همچنین مقدار محدودی از شراره ها را حمل می کند که می تواند برای فرار از موشک در شرایط بحرانی مستقر شود.
در طول کمپین تک نفره، بازیکنان مجموعه‌ای از ماموریت‌های جنگی را انجام می‌دهند که داستان درون بازی را روایت می‌کنند. قبل از انجام یک ماموریت جنگی، به بازیکنان یک جلسه توجیهی درون بازی داده می شود، جایی که با استفاده از یک نمایش نقشه سه بعدی از پارامترهای موفقیت، مخالفت مورد انتظار، ویژگی های زمین و شرایط آب و هوایی مطلع می شوند. بازیکنان ماموریت ها را با از بین بردن اهداف مختلف هوایی و سطحی و همچنین انجام اهداف ماموریتی خاص (مانند انهدام IRBM های حین پرواز) انجام می دهند. جناح‌های کنترل‌شده با هوش مصنوعی بازیکن را در طول ماموریت همراهی می‌کنند و نمایشی را ارائه می‌کنند و احتمالاً هواپیماهای دشمن را برای بازیکن سرنگون می‌کنند. در طول کمپین تک نفره، بازیکن ممکن است تصمیم بگیرد که در مینی‌بازی‌های اضافی مانند سوخت‌گیری یا فرود در پرواز شرکت کند. این مینی‌بازی‌ها را می‌توان نادیده گرفت، اما امتیازات بیشتری به بازیکنان می‌دهد.

### چند نفره
بازیکن ممکن است بدون توجه به پیشرفتی که در کمپین تک نفره ایجاد شده، بازی در حالت چند نفره را انتخاب کند. حالت چند نفره شامل حالت های Team Deathmatch و Battle Royale است. هر دو حالت PvP هستند، جایی که بازیکنان هواپیماهای دشمن را ساقط می‌کنند تا در مقابل یک تایمر امتیاز کسب کنند. این دو حالت از این جهت متفاوت هستند که Team Deathmatch شامل دو تیم چهار نفره از بازیکنان است، در حالی که Battle Royale یک حالت رایگان برای همه است. سرنگون کردن بازیکنان با امتیاز بالا و بازیکنانی که از هواپیماهای سطح بالاتر استفاده می کنند، امتیاز بیشتری نسبت به سرنگون کردن بازیکنان با عملکرد ضعیف یا سطح پایین تر به شما می دهد. اگر هواپیمای بازیکنی از بین برود، پس از چند ثانیه مجدداً پخش می شود. با رسیدن به محدودیت زمانی، تیم یا بازیکنی که بیشترین امتیاز را کسب کند برنده اعلام می شود.

## خلاصه داستان

### تنظیم
بازی Ace Combat 7 در دنیای داستانی سریال Strangereal، جایی که زمین دارای ملل، جغرافیا و تاریخ کاملاً متفاوتی است، می‌گذرد. داستان بازی جزئیات جنگ فانوس دریایی 2019 است که بین فدراسیون Osean و پادشاهی Erusa در قاره Usea درگیر شد. پس از جنگ قاره‌ای، اوسیا میانجی‌گری یک معاهده صلح بین جمهوری فدرال اروسیا و بقیه قاره یوزئان شد، در حالی که اتحادیه بین‌المللی (IUN) نیروی صلح‌بان IUN (IUN-PKF) را برای حفظ صلح در آنجا تشکیل داد. در سال 2011، Erusa به وضعیت تاریخی خود به عنوان یک سلطنت تحت حکومت خانواده سلطنتی D'Elise بازگردانده شد، در حالی که وینسنت هارلینگ، رئیس جمهور سابق اقیانوسیه، دستور ساخت آسانسور فضایی بین المللی (ISEV)، یک آسانسور فضایی و برج ارتباطی را داد که برای تبدیل انرژی اتمسفر به انرژی، در سواحل غرب یوسا در نزدیکی اروسه آ. ISEV توسط دو پهپاد عظیم ناو هواپیمابر Osean معروف به Arsenal Birds به نام Liberty and Justice محافظت می شود که تعداد زیادی پهپاد جنگی، تسلیحات پیشرفته و میدان های نیرو را حمل می کند و قدرت خود را از طریق انتقال مایکروویو از ISEV دریافت می کند. اگرچه هارلینگ قصد داشت ISEV نماد صلح پایدار باشد، اروسیا آن را نمادی از امپریالیسم اقیانوسی می‌دانست که حاکمیت اروسی را نقض می‌کرد و این نارضایتی‌ها در نهایت جرقه جنگ فانوس دریایی را زد.
بازیکنان، قهرمان بی صدا بازی، خلبان جنگنده Osean "تریگر" را کنترل می کنند. داستان فریم بازی از طریق کات سین های از پیش رندر شده ای که بین ماموریت ها پخش می شود، عمدتاً از دیدگاه سه شخصیت روایت می شود: Avril Mead، مکانیک هواپیمای غیرنظامی Osean که قوانین هوانوردی زمان جنگ را زیر پا گذاشته و مجبور می شود در یک واحد نظامی کیفری Osean کار کند. رزا کوست دالیز، شاهزاده خانم و وارث تاج و تخت اروسی که معتقد است جنگ به مداخله اقیانوسیه در این قاره پایان خواهد داد. و دکتر شرودر، دانشمند بلکان در حال توسعه فناوری هواپیماهای بدون سرنشین جنگی پیشرفته برای ارتش اروسی.

### طرح
تنش‌های فزاینده بین Osea و Erusa زمانی به اوج می‌رسد که Erusa یک حمله غافلگیرکننده به Osea انجام می‌دهد و بسیاری از قاره Usean، از جمله ISEV و هر دو Arsenal Birds را تصرف می‌کند، در حالی که وینسنت هارلینگ، رئیس‌جمهور سابق Osean هنوز در ISEV است. در نتیجه، جنگ بین اروسیا و اوزیا در می گیرد که دومی توسط IUN-PKF پشتیبانی می شود. آوریل که در زمان شروع جنگ با یک هواپیمای جنگنده F-104C بازسازی شده پرواز می کرد، توسط یک جت جنگنده Osean در تعقیب یک هواپیمای بدون سرنشین اروسی سرنگون می شود، به دلیل نقض قوانین هوانوردی در زمان جنگ دستگیر می شود و به عنوان مکانیک به پایگاه هوایی Osean 444 منتقل می شود، یک پایگاه هوایی نظامی Square که در آن مستقر است.
تریگر، بخشی از یک اسکادران Osean IUN-PKF مستقر در شرق Usea، برای عقب راندن نیروهای Eruse می جنگد، اما IUN-PKF متحمل خسارات سنگینی به Arsenal Bird Liberty و Ace Erusian Mihaly A. Shilage می شود که داده های پرواز را در اختیار برنامه هواپیمای بدون سرنشین دکتر شرودر قرار می دهد. تریگر مأموریتی را برای بیرون کشیدن هارلینگ از ISEV هدایت می کند، اما یک موشک هوا به هوای Osean به هواپیمای نجات هارلینگ حمله می کند و او را می کشد. تریگر متهم به شلیک موشک است که توسط دادگاه نظامی مجرم شناخته شده و به اسکادران یدکی منتقل شده است. اسکادران یدکی که قابل مصرف در نظر گرفته می‌شود، به ماموریت‌های بسیار خطرناک با حداقل پشتیبانی اعزام می‌شود تا شبکه دفاع پهپادی Erusa را برای یافتن نقاط ضعف بررسی کند، که اغلب اعضای خود را در این فرآیند از دست می‌دهند. تریگر دوباره با میهالی برخورد می‌کند و با او درگیر می‌شود و قبل از اینکه هر دو مجبور به عقب‌نشینی به دلیل آب و هوای نامناسب شوند، میهالی را تحت تأثیر قرار می‌دهد. برای عملکرد ستودنی خود، همه اعضای اسکادران یدکی عفو می شوند و به پایگاهی در جزیره تایلر، در سواحل جنوب غربی یوسا منتقل می شوند، در حالی که تریگر و بالمنش کانت توسط گروه زبده حمله راهبردی برد بلند (LRSSG) استخدام می شوند. Osea و IUN-PKF حمله متقابلی را علیه اروسیا آغاز کردند و لیبرتی را با استفاده از تنها تفنگ راه آهن عملیاتی "Stonehenge"[b] نابود کردند و بیشتر Usea را آزاد کردند. در همین حال، پرنسس رزا کوست دیالیز، که در ابتدا احساسات ضد اقیانوسی را ترویج می کرد، از جنگ ناامید می شود.
اوسیا به پایتخت اروسی فاربانتی حمله می کند و موفق می شود شهر را تصرف کند. Trigger دوباره بر فراز Farbanti با Mihaly روبرو می شود، اما دوئل آنها با استفاده از سلاح های ضد ماهواره بر علیه یکدیگر، باعث ایجاد یک آبشار برخوردی می شود که شبکه های ارتباطی ماهواره ای را در سراسر جهان خراب می کند و سیگنال های IFF هر دو طرف را غیرفعال می کند. همانطور که Mihaly از سردرگمی فرار می کند، Erusa کنترل ناوگان هواپیماهای بدون سرنشین تحت کنترل هوش مصنوعی خود را از دست می دهد و در یک جنگ داخلی بین جناح های محافظه کار و رادیکال فرو می ریزد که به ترتیب به دنبال پایان دادن و طولانی کردن جنگ هستند. در همان زمان، چندین ایالت اروسی استقلال خود را اعلام کردند، از جمله شیلاژ بومی میهالی، که او حاکم آن است. با از کار افتادن شبکه، دکتر شرودر به ISEV سفر می کند تا داده های پرواز میهالی را به نسل جدیدی از پهپادهای رزمی Erusean که در کارخانه های خودکار تولید می شوند، منتقل کند، در حالی که LRSSG، که اکنون از فرماندهی قطع شده و مجبور به فعالیت مستقل است، تلاش می کند تا دوباره سازماندهی شود و راهی برای پایان دادن به جنگ بیابد. LRSSG تلاش می کند تا یک خبرچین محافظه کار اروسی را بیرون بکشد، که فاش می کند هارلینگ توسط یک پهپاد اروسی که سیگنال های Osean IFF را جعل می کرد کشته شده است، اما او به طور تصادفی توسط نیروهای Osean کشته می شود که هواپیمای استخراج او را به دلیل خرابی IFF شناسایی نمی کنند.
در همین حال، آوریل و 444 سعی می کنند در جزیره ای منزوی تایلر در بحبوحه نبرد سه جانبه بین Osea، Erusa و واحدهای جنایی سرکش Osean زنده بمانند و Cossette را از هواپیمای رابط سرنگون شده اش نجات دهند. Avril و Cossette با کمک LRSSG، جزیره را تخلیه کرده و برای کمک به ISEV سفر می کنند. در مسیر، کوزت متوجه می شود که هارلینگ قصد صلح آمیز با ISEV داشته و رادیکال های اروسی به او دروغ گفته اند تا جرقه جنگ را برانگیزند. LRSSG مجبور می شود برای تکمیل منابع خود به شیلاژ حمله کند، اما میهالی وارد می شود تا آنها را متوقف کند. تریگر دوئل می‌کند و میهالی را شکست می‌دهد، که برای دخالتش عذرخواهی می‌کند و از تریگر می‌خواهد که تهدید هواپیمای بدون سرنشین را قبل از سقوط هواپیمایش پایان دهد و او را تا آخر عمر قادر به پرواز نکند. در ISEV، شرودر و گروه آوریل با یکدیگر روبرو می شوند و یکی از نوه های میهالی، داده های پرواز میهالی را قبل از اینکه در شبکه هواپیماهای بدون سرنشین آپلود شود، از بین می برد. شرودر فاش می‌کند که به دنبال انتقام از دست دادن کشورش بوده است و با وادار کردن کشورهایی که آنها را شکست داده‌اند به درگیری‌های بیهوده، با استفاده از برنامه هواپیمای بدون سرنشین خود و داده‌های رزمی Mihaly برای ایجاد نیرویی قادر به درهم شکستن Osea بوده است. شرودر که از تخریبی که برنامه اش ایجاد کرده بود، سرخورده شده بود، موافقت می کند که کارخانه ها را متوقف کند، اما فاش می کند که داده ها قبلاً در دو جنگنده پهپاد پیشرفته، "Hugin" و "Munin" آپلود شده بود.
یک ائتلاف مشترک Osean-Erusean به ISEV حمله می‌کند تا آن را از دست رادیکال‌های Eruse بگیرد، در حالی که Cossette و Avril انتقال نیروی مایکروویو آن را غیرفعال می‌کنند و به Trigger اجازه می‌دهند تا عدالت پرنده Arsenal باقی‌مانده را نابود کند. با این حال، هوگین و مونین می رسند و ائتلاف را دفع می کنند و قصد دارند انتقال داده ها را تکمیل کنند و جنگ را طولانی تر کنند. صبح روز بعد، تریگر یک ضدحمله را به ISEV رهبری می کند و یکی از پهپادها را ساقط می کند، اما دیگری که سبک مبارزه تریگر را آموخته بود، از طریق یک تونل به سطوح پایین ISEV می گریزد. Trigger and Count پهپاد را تعقیب می کنند و آن و تکرار کننده های سیگنال را نابود می کنند تا از انتقال جلوگیری کنند و به جنگ پایان دهند. پس از آن، صلح به یوسا بازمی‌گردد و کوست، که اکنون رهبر دولت موقت تازه‌تشکیل شده اروسیا است، جنبش صلح پس از جنگ را به یاد هارلینگ رهبری می‌کند.

### ماموریت های SP
در مأموریت‌های DLC، بین حمله به پایگاه‌های موشکی اروس و نبرد فاربانتی، به LRSSG مأموریت داده می‌شود که آلیکورن، یک ناو هواپیمابر زیردریایی اروسی مجهز به تفنگ ریلی، و کاپیتان ماتیاس تورس، یک ملی‌گرای فوق‌العاده ناپایدار ذهنی که فرماندهی خدمه‌های تری‌گرن و به‌طور خاص فرقه‌های تریگر را بر عهده دارد، بگیرد. پس از ناکامی در دستگیری آنها در بندر اروس و شکست دادن یک جفت خلبان مزدور که قصد ترور تریگر را دارند، LRSSG متوجه می شود که Alicorn از نیروی دریایی Erusan جدا شده است و تورس قصد دارد با یک گلوله توپخانه هسته ای به پایتخت اقیانوسیه Oured حمله کند و قصد دارد یک میلیون غیرنظامی را به جنگ لایت هاوس بکشد. هواپیماهای ضد زیردریایی LRSSG و Osean با استفاده از سونوبوی و یک آشکارساز ناهنجاری مغناطیسی برای یافتن آلیکورن، آن را مجبور می کنند تا به سطح زمین برود و در یک نبرد طولانی درگیر شود و در نهایت آلیکورن را نابود کرده و تورس را بکشد.

### حالت VR
داستان VR Mode به دنبال Ace Combat 04: Shattered Skies Mobius 1 است که به IUN-PKF می‌پیوندد تا در سال 2014، پنج سال قبل از رویدادهای بازی اصلی، با گروه تروریستی Free Erusa مبارزه کند. این خط داستانی جدا از طرح اصلی اتفاق می افتد.

## توسعه
علی‌رغم بررسی‌های ضعیف، Ace Combat Infinity برای پلی‌استیشن 3 یک موفقیت غافلگیرکننده برای طرفداران کهنه‌کار بود، و علاقه تجاری به این سری توسط Bandai Namco تجدید شد، و تیم سازنده داخلی Project Aces را بر آن داشت تا دنباله‌ای واقعی بسازند، اولین بازی اصلی Ace Combat از سال 2007 Ace Combat 6: Fires of the Liber.
با توجه به اینکه موتور اصلی Ace Combat از زمان انتشار Infinity در بلاتکلیفی قرار داشت، Bandai Namco تصمیم گرفت که به جای متحمل شدن هزینه‌های ساخت موتور جدید Ace Combat از ابتدا، Skies Unknown اولین بازی در این فرنچایز باشد که بر روی Unreal Engine 4 Epic Games ساخته می‌شود. "trueSky"، یک پلاگین Unreal Engine که ابرهای واقعی را تولید می کند، نقش قابل توجهی در توسعه بازی ایفا کرد و یکی از اولین موارد اضافه شده به بازی بود.
فرآیند توسعه Ace Combat 7 از "sandaibanashi"، یک تکنیک داستان سرایی راکوگو با استفاده از سه موضوع استفاده کرد. برای Ace Combat 7، موضوعاتی که Project Aces مورد استفاده قرار گرفت عبارت بودند از "آسانسور فضایی"، "شاهزاده خانم" و "ابر سه بعدی". یک تیزر تریلر نمایش داده شده در PlayStation Experience 2015، یک برداشت بسیار اولیه از بازی که قبل از شروع درست توسعه ایجاد شده بود، به طور برجسته هر سه موضوع را نشان می داد. کازوتوکی کونو، تهیه‌کننده سری Ace Combat، به تیم سازنده گفت که عناصر تیزر باید در بازی ظاهر می‌شدند، و پیشنهادی مبنی بر اینکه تیزر صرفاً یک «برداشت محصول» باشد را رد کرد. این بازی توسط Project Aces و Bandai Namco Studios سنگاپور توسعه داده شد که از یک "سبک غربی" در توسعه و سازماندهی در مقایسه با "سبک ژاپنی" Project Aces استفاده می کرد و در نتیجه یک شکاف فرهنگی ایجاد شد که هر دو تیم باید بر آن غلبه می کردند. توسعه توسط نیروی دفاع از خود هوایی ژاپن و نیروی دفاع از خود دریانوردی ژاپن که مشاوران فنی و اطلاعات هواپیما را ارائه می‌دادند، کمک شد.
مقدار قابل توجهی از کار روی حالت واقعیت مجازی بازی، انحصاری برای PlayStation VR، انجام شد. در ابتدا، کل کمپین در نظر گرفته شده بود که با VR سازگار باشد، و تمام کات سین های بازی با سازگاری VR تا مرحله پس از تولید صدا ایجاد شدند. با این حال، آنها به دلیل مسائل مربوط به نرخ فریم پلی استیشن 4 و مشکلات در ساخت ماموریت های واقعیت مجازی، که جدا از ماموریت های کمپین ایجاد شده بودند، لغو شدند.[4] در نهایت، تنها سه ماموریت واقعیت مجازی به بازی اضافه شد که یک خط داستانی جدا از کمپین اصلی را دنبال کرد. سه ماموریت دیگر نیز برنامه ریزی شده بود اما منتشر نشد. همچنین کار زیادی روی جلوه‌های صوتی و موسیقی بازی انجام شد، با موسیقی متن بازی توسط آهنگساز سری Keiki Kobayashi.
شایعه شده بود که بازی چند نفره محلی دو نفره گنجانده شده است، اما اضافه نشد. در بازی نهایی، فقط چند نفره آنلاین وجود دارد. توسعه حالت چندنفره آنلاین برای ارائه همان تجربه بدون توجه به پلتفرم، مکان یا سطح مهارت طراحی شده است و تست بازی در خارج از کشور انجام شد.

## رها کنید
بازی Ace Combat 7 به طور رسمی توسط Bandai Namco در جریان PlayStation Experience در دسامبر 2015 معرفی شد. در ابتدا قرار بود در سال 2017 منتشر شود، انتشار بازی در نهایت تا سال 2018 به تعویق افتاد، قبل از اینکه سرانجام برای پلی استیشن 4 و ایکس باکس وان در 18 ژانویه 2019 و برای ویندوز در 1 فوریه منتشر شود. پیش‌فروش این بازی با نسخه‌های دیجیتالی Ace Combat 5: The Unsung War برای پلی‌استیشن 4 و Ace Combat 6: Fires of Liberation در ایکس‌باکس وان ارائه شد. این بازی همچنین در 11 جولای 2024 بر روی نینتندو سوییچ منتشر شد، که این بازی را تبدیل به اولین قسمت از این سری می‌کند که بر روی کنسول خانگی نینتندو در دسترس قرار می‌گیرد،  بدون احتساب اسپین‌آف معنوی این سری The Sky Crawlers: Innocent Aces که بر روی Wii منتشر شد.
Ace Combat 7 دارای محتوای قابل دانلود پس از انتشار است که هواپیماهای جدید، ماموریت ها، حلقه ها، نشانه گذاری های اسکادران و طرح های رنگ را اضافه می کند. اولین نسخه از این DLCها به صورت رایگان در نسخه سوییچ گنجانده خواهد شد. در 26 می 2022، DLC اضافه کردن محتوا از Top Gun: Maverick، (که روز بعد منتشر شد) منتشر شد.